# Das Blaue Einhorn
Das Blaue Einhorn war eine 1991 gegründete Band aus Dresden. Zu ihrem Repertoire gehörten Chansons, Klezmer, Romalieder, Tango, Rembetiko und Fado.

## Bandgeschichte
Paul Hoorn und Andreas Zöllner gründeten die Band 1991 zusammen mit Christoph Bellmann und Dirk Hessel mit einem Konzert gegen den Golfkrieg. Ab 1993 war Dietrich Zöllner Mitglied der Band, der vierte Mann wechselte häufiger. In der letzten Besetzung waren drei der vier Bandmitglieder studierte Musiker; der vierte, Andreas Zöllner, ist auch als Tonmeister tätig. Das letzte Konzert des Blauen Einhorns fand am 23. November 2013 im Alten Schlachthof in Dresden statt und wurde teilweise von coloRadio übertragen. Die Wege der Bandmitglieder haben sich seitdem getrennt.

## Auftritte
Die Band stand mehrmals wöchentlich auf der Bühne, ihre Auftrittsorte waren über das ganze Bundesgebiet verteilt. Häufig spielte Das Blaue Einhorn in Kirchen.

## Diskografie
- Maljarkiza – Klänge aus Europa (1996)
- Vida nocturna – Musik aus den Straßen (1997)
- Gesänge aus verlorenen Gärten (1999)
- Lebenstanz – Lieder, Chansons und Tänze zwischen Hinken und Fliegen (2002)
- Wird sein Musik – Das Blaue Einhorn spielt zum Tanz (2003)
- Meine Taube im Geklüft der Felsen (2003)
- 3 Sonnen sah ich am Himmel stehn (von Paul Hoorn und Andreas Zöllner, 2004)
- Traum mit Schlangen (2005)
- Verkauf dein Pferd – Lieder vom Halten und Lassen (2007)
- Wo find ich meine Seele – Lieder von Krieg und Frieden – Mikis Theodorakis (2009)
- ÜBERsetzen – Gesänge auf schwankendem Boden (2009)
- Die Seiltänzerin erwartet ein Kind – Advents- und Weihnachtslieder (2011)
- Ankunft im Paradies – Spiel und Gesang mit Hoffnung (2012)

## Auszeichnung
Im Jahr 1999 wurde Das Blaue Einhorn mit dem Deutschen Folkförderpreis ausgezeichnet.